# Chiesa di Santo Stefano (Magonza)
La chiesa parrocchiale di Santo Stefano (in tedesco: Pfarrkirche Sankt Stephan) è uno dei simboli della città di Magonza, in Germania.
La chiesa sorge sulla Stefansstraße, in posizione semicentrale, sopraelevata rispetto al centro storico (Mainz-Altstadt) e rappresenta un importante esempio dell'architettura medievale in città.

## Storia
La chiesa venne costruita nel 990 da Willigis, arcivescovo di Magonza, come “luogo di preghiera dell'impero” per Teofano; la sua fondazione è posteriore a quella della cattedrale della città. La chiesa venne in seguito ricostruita fra il 1267 e il 1340 in forme gotiche. Dal 1462 al 1499, poi, venne edificato il chiostro sul fianco destro della chiesa.
Nel periodo barocco, la chiesa venne più volte restaurata, ma tutte le decorazioni sei-settecentesche vennero distrutte nel 1857, quando scoppiò una polveriera che si trovava nei pressi dell'edificio e che causò seri danni alla chiesa. Altri ingenti danni furono inflitti nel corso della seconda guerra mondiale dai bombardamenti aerei dell'11 agosto 1942 e del 27 febbraio 1945. Durante i lavori di restauro venne consolidato il tiburio, ma non vennero ricostruite le volte delle navate e dell'abside sud-occidentale, sostituite da un soffitto piatto in legno.

## Descrizione

### Arte e architettura

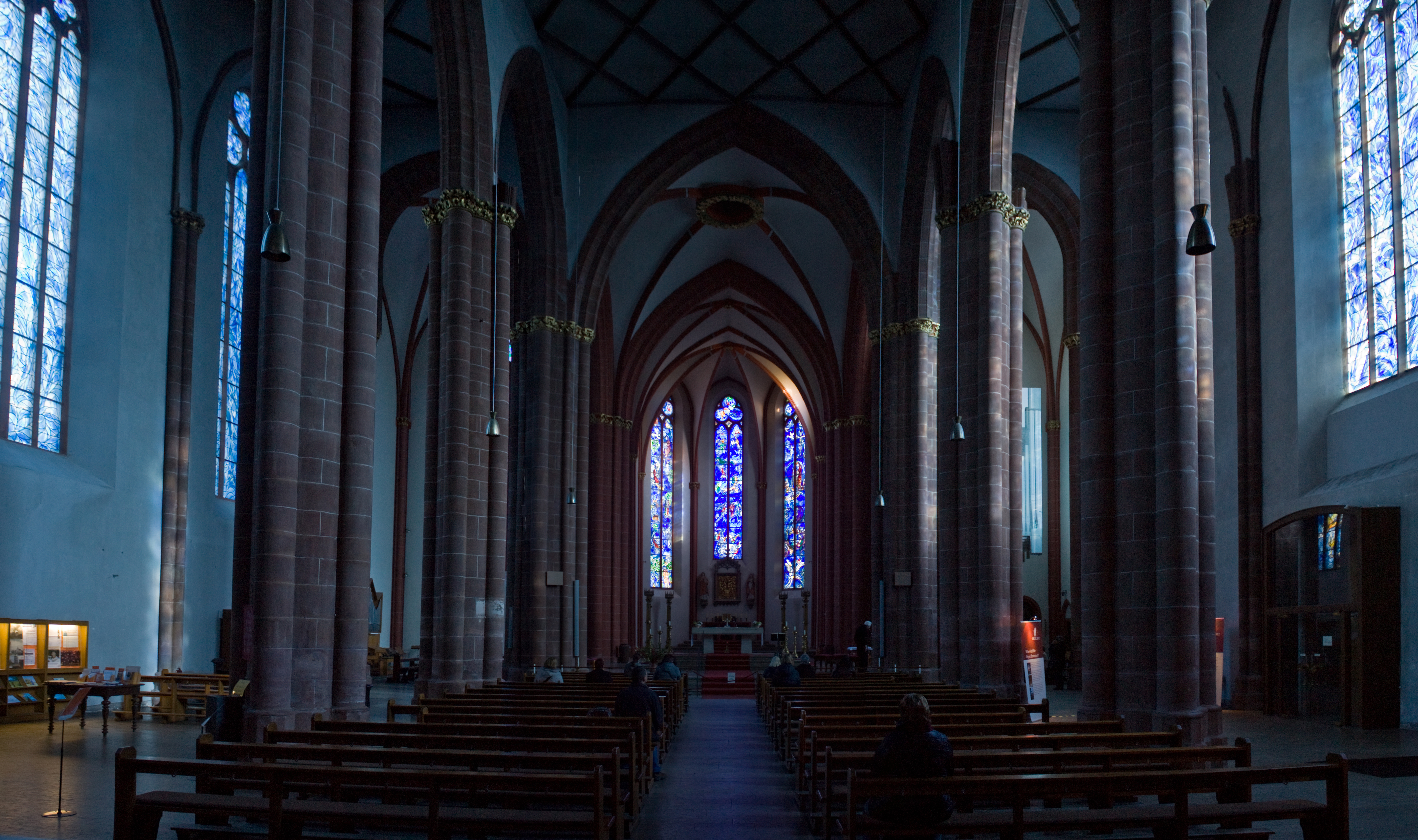
Interno

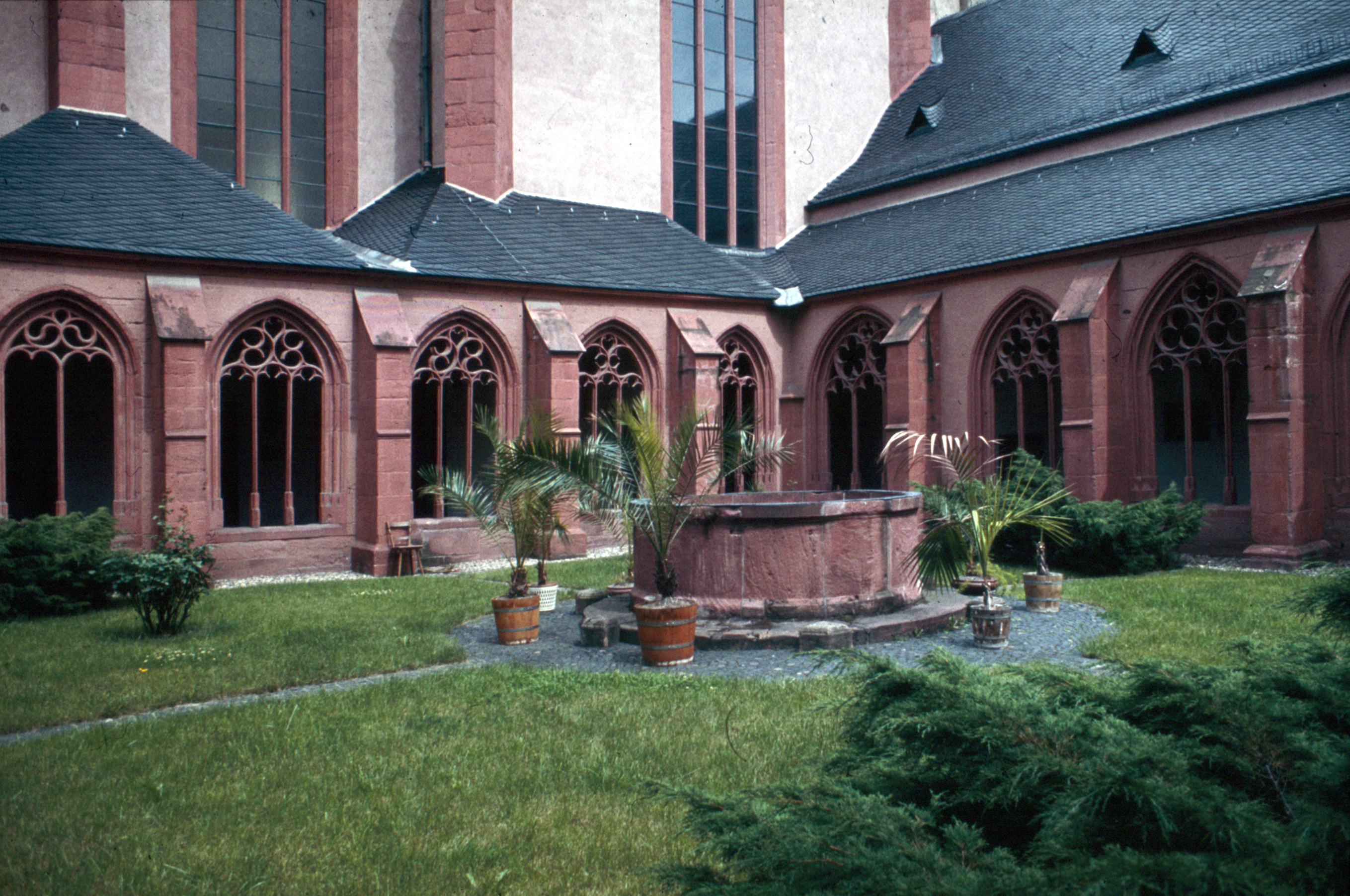
Chiostro

L'esterno della chiesa, caratterizzato dall'alternarsi del beige dell'intonaco e del rosso dei mattoni che sottolineano le strutture portanti dell'edificio, è dominato dall'alto tiburio ottagonale. Questo si eleva in prossimità del coro sud-occidentale e presenta, nella parte alta, le trifore gotiche della cella campanaria e la copertura a cupola sormontata da una lanterna rinascimentale sorretta da colonnette. Il portale d'ingresso è sul lato destro della chiesa ed è in stile moderno.
L'interno della chiesa è a sala, con tre navate di uguale altezza separate da quattro arcate a tutto sesto per lato sorrette da pilastri polistili. La copertura, provvisoria, delle navate è un semplice soffitto ligneo piano decorato con rombi derivanti dagli incroci delle travi che lo sorreggono. La chiesa ha due abside: quella sud-occidentale, quadrangolare, è soppalcata a circa un terzo della sua altezza ed è adibita, nella parte inferiore, a cappella feriale; quella nord-orientale, invece, è poligonale ed è adibita a presbiterio.
Le grandi bifore e trifore che illuminano il coro della chiesa sono chiuse da vetrate policrome realizzate nel 1978 da Marc Chagall, decorate con scene tratte dal vecchio e dal nuovo testamento (Davide, Abramo, Sacrificio di Isacco...), dove tra l'azzurro risaltano varie tonalità di verde, giallo e rosso.

### Vetrate di Chagall
Le finestre della chiesa di Santo Stefano, che furono progettate da Marc Chagall dal 1978 in poi, dovevano essere, secondo l'artista, un contributo alla riconciliazione ebraico-tedesca e sono uniche in Germania. L'allora parroco della chiesa, monsignor Klaus Mayer, scelse Chagall come artista. Fino alla sua morte nel 1985, Chagall creò un totale di nove finestre per la facciata della chiesa, che rappresentano personaggi  biblici ed eventi narrati nella Bibbia su uno sfondo di varie tonalità di blu brillante. Una delle scene più famose è la tentazione di Adamo ed Eva nel paradiso terrestre. Chagall progettò le finestre e realizzò a mano il dipinto. Queste finestre sono le ultime finestre della chiesa che Chagall ha creato nella sua vita. Dopo la sua morte, i lavori sulle finestre rimanenti furono proseguiti da Charles Marq, che aveva lavorato con Marc Chagall per 28 anni come senior manager del laboratorio del vetro Jacques Simon a Reims.
Nel 2014 i bozzetti sono stati messi all'asta dalla casa d'aste di New York, Sotheby's. Tre modelli per finestre arte, che erano in diverse tonalità di blu, vennero successivamente acquisiti da una fondazione imprenditoriale privata per la chiesa di Santo Stefano e messe in mostra nella chiesa nel 2017. Ora sono esposte riproduzioni accurate dei disegni, mentre gli originali sono nel museo della cattedrale.
Il 2 novembre 2018 la Deutsche Post ha emesso un francobollo con un valore nominale di 70 centesimi di euro nella serie "Natale". Il francobollo mostra la finestra della chiesa "Maria con il bambino". Il disegno è dall'artista grafico Detlef Behr di Colonia.

### Organo a canne
Nel 2013 è stato terminato ed inaugurato l'organo a canne Johannes Klais Orgelbau opus 1915, collocato in fondo alla navata laterale di destra. A tre tastiere di 61 note ciascuna e pedaliera di 32 per un totale di 45 registri, è a trasmissione mista: meccanica per i manuali e il pedale, elettronica per i registri.